# Александровка (Петропавловский район, Днепропетровская область)
Алекса́ндровка (укр. Олександрівка) — село,
Брагиновский сельский совет,
Петропавловский район,
Днепропетровская область,
Украина.
Код КОАТУУ — 1223881005. Население по переписи 2001 года составляло 139 человек.

## Географическое положение
Село Александровка находится на расстоянии в 1,5 км от села Богиновка.

## История
- 1880 — дата основания.